# Enrique Ávalos
Rafael Enrique Ávalos (* 1. Mai 1922; † unbekannt) war ein paraguayischer Fußballspieler. Der Stürmer bestritt elf Länderspiele und nahm mit der Nationalmannschaft seines Heimatlandes an der Weltmeisterschaft 1950 in Brasilien teil.

## Karriere

### Verein
Enrique Ávalos spielte bis 1950 bei Cerro Porteño und wechselte dann nach Kolumbien, wo er erst für Deportivo Pereira und anschließend für Atlético Manizales auflief.

### Nationalmannschaft
Beim Campeonato Sudamericano 1947 debütierte Ávalos für Paraguay beim 4:2-Erfolg gegen Uruguay. Beim anschließenden 3:1-Erfolg gegen Bolivien erzielte er mit dem zwischenzeitlichen 3:0-Treffer sein erstes Länderspieltor. Es blieben seine einzigen beide Spiele des Turniers, bei dem Paraguay Vizesüdamerikameister wurde. Zwei Jahre später stand er erneut beim Campeonato Sudamericano im Kader und bestritt fünf Turnierspiele. Mit dem 2:1-Erfolg im letzten Gruppenspiel zwang Paraguay Brasilien in das Entscheidungsspiel, das Paraguay deutlich verlor und erneut Vizesüdamerikameister wurde. Bei diesem 2:1-Erfolg wurde Ávalos in der 70. Spielminute eingewechselt und erzielte nur fünf Minuten später den 1:1-Ausgleichstreffer. Im Jahr 1950 wurde er in den Kader Paraguays für die Weltmeisterschaft 1950 berufen und kam in den beiden Spielen gegen Schweden und Italien zum Einsatz, jedoch schied die Albirroja in der Gruppenphase aus.

## Erfolge
Cerro Porteño
- Paraguayischer Meister: 1950